# شهرستان گائو
شهرستان گائو (به لاتین: Gao County) یک منطقهٔ مسکونی در چین است که در ایبلین واقع شده‌است.